# Nunțiu apostolic
Nunțiu: trimis (lat. nuntius)
Nunțiul papal (cunoscut și ca nunțiul apostolic) este reprezentantul diplomatic permanent (șeful misiunii diplomatice) al Sfântului Scaun pe lângă un stat, și care are rang de ambasador. Nunțiul mai servește și ca reprezentant al Vaticanului pe lângă Biserica națională, având rolul de intermediar în relațiile Bisericii cu Sfântul Scaun. Nunțiul are întotdeauna rang de arhiepiscop.
Conform Convenției de la Viena privind relațiile diplomatice, nunțiul este decanul corpului diplomatic acreditat într-o țară anume, afară de cazul în care țara acreditară și-a exprimat rezerva față de această prevedere. Guvernul României a revenit din 1 ianuarie 1998 la regula ca nunțiului apostolic să-i fie recunoscută demnitatea de decan al corpului diplomatic.